# إسكندر باشا (والي مصر)
إسكندر باشا (تُوفي عام 1571م ) سياسي عثماني حكم إيالة مصرالعثمانية من 1556م حتى 1559م . خلال فترة حكمه قام بالكثير من الأعمال العمرانية والإشغالات العامة في القاهرة خاصةً بين باب زويلة وباب الخلق ، لكن المنطقة تم تجديدها تقريباً خلال محاولات التحديث للمدينة.
وفي سنة 974ه‍/1566م، عُيِّن والياً على بغداد، وفي سنة 977ه‍/1578م، صار والياً مرة ثانية على مصر، وبعد سنة ونصف عزل فورد الآستانة وتوفي سنة 979ه‍، ودفن في جامع قاكليجة، وأنشأ بجوار هذا الجامع مدرسة وكتاباً وحمامين، وأنشأ جامعاً في بغداد، وله ابن اسمه أحمد باشا.